# Сариоба (село)
Сариоба́ (каз. Сарыоба) — село у складі Аршалинського району Акмолинської області Казахстану. Адміністративний центр Сарабінського сільського округу.
Населення — 532 особи (2021; 784 у 2009, 917 у 1999, 814 у 1989).
Національний склад станом на 1989 рік:
- казахи — 29 %;
- росіяни — 28 %;
- німці — 24 %.